# Wangfujing

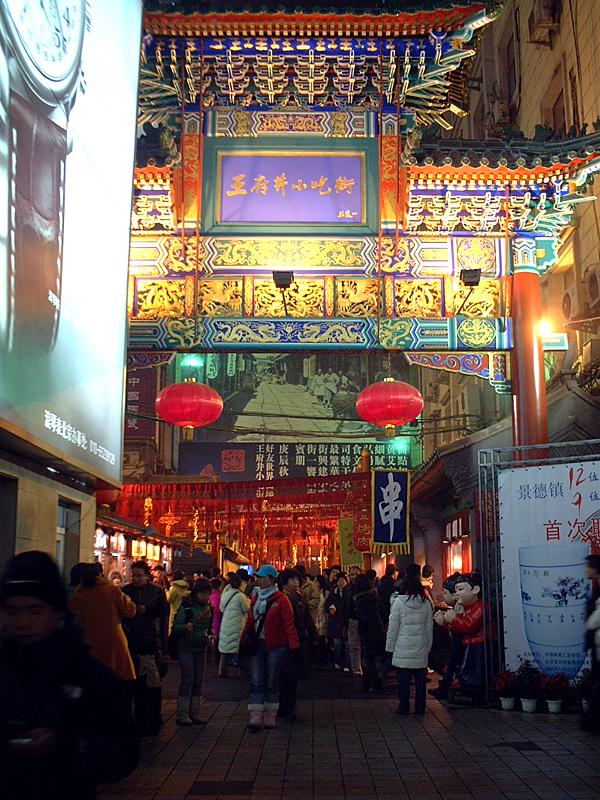
Le grand paifang du marché de nuit

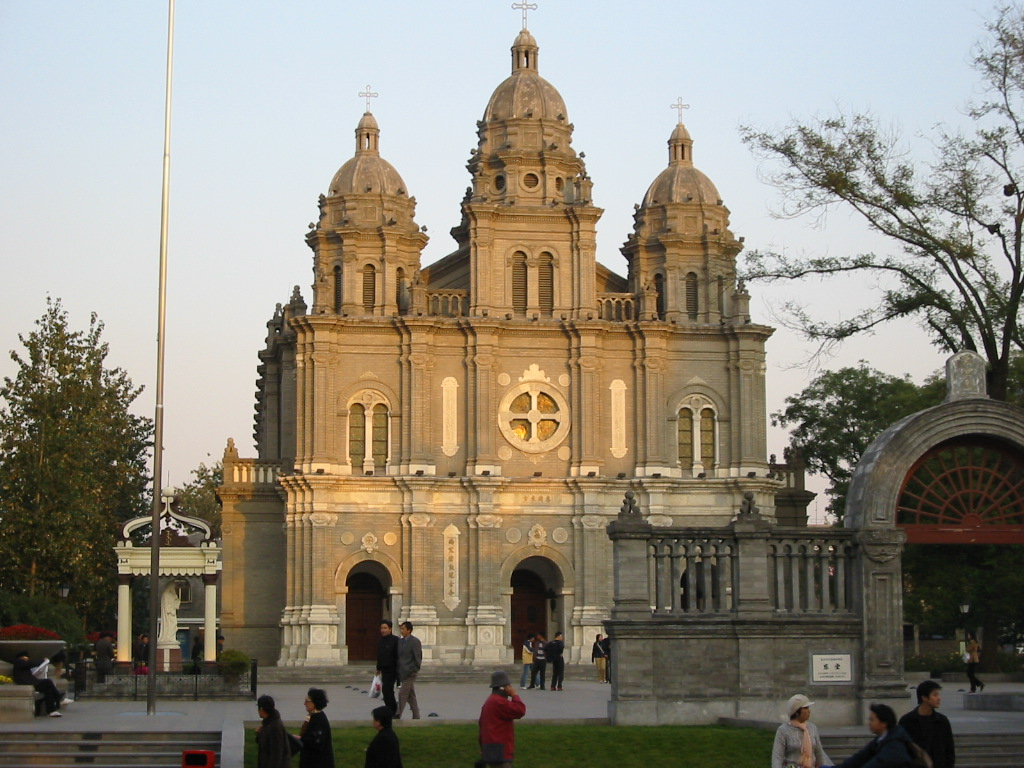
L'église Saint-Joseph de Wangfujing

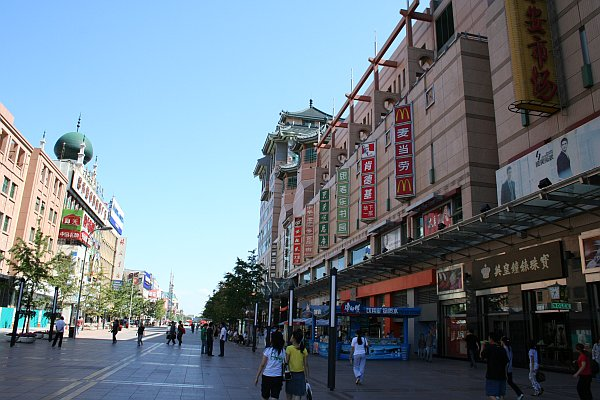
Vue de la rue

Wangfujing (chinois : 王府井 ; pinyin : wángfǔjǐng), dans le district de Dongcheng à Pékin, est une des plus célèbres rues commerçantes de la capitale chinoise. La plus grande partie de la rue est fermée aux voitures et aux autres véhicules motorisés et il n'est pas rare de la voir remplie de piétons. Depuis le milieu de la dynastie Ming, des activités commerciales s'y déroulent. Pendant la dynastie Qing, dix demeures d'aristocrates et de princesses y ont été bâties, peu après qu'un puits plein d'eau douce y a été découvert, d'où le nom de la rue « Wang fu » (résidence d'aristocrate) et « Jing » (puits). En 1903, le marché de Dong'an y est installé.
La rue commence à Wangfujing Nankou (王府井南口), où se situent l’Oriental Plaza et l'Hôtel de Pékin. Elle se dirige ensuite plein nord, en passant devant la librairie Wangfujing Xinhua (王府井新华), the Beijing Department Store et la librairie de Pékin pour les œuvres en langues étrangères, ainsi que l'église Saint-Joseph de Wangfujing, avant de se terminer à la place Sun Dong'an.